# 황금마차 (1952년 영화)
황금마차(Le Carrosse d'Or, The Golden Coach)는 프랑스에서 제작된 장 르누아르 감독의 1952년 코미디, 드라마 영화이다. 안나 마냐니 등이 주연으로 출연하였다.

## 출연

### 주연
- 안나 마냐니
- 던컨 라몽
- 폴 캠벨

### 조연
- 오도아르도 스파다로
- 조지 히긴스
- 랠프 트루먼
- 지셀라 매튜스

## 제작진
- 협력프로듀서: 렌조 아반조
- 음향: 조셉 드 브리타그니